# 体重超過
体重超過（たいじゅうちょうか）とは体重別階級制などの制限体重を採用している競技において、決められた日時までに制限体重以下に体重を落とせないことを指す。計量オーバー、計量失敗、体重オーバーと表記されることも有る。
体重超過となった場合、アマチュア競技では失格で試合中止となる場合がほとんどであるが、プロ興行においては試合中止になることは非常に少なく、選手間およびプロモーター間で協議を行い、罰金や罰則を科した上で試合を続行する場合がほとんどである。

## プロボクシング
プロボクシングでは試合の前日に計量を行うが、それまでに制限体重以下に体重を落とすことが義務付けられている（体重上限の無いヘビー級では試合2日前に計量を行うこともある）。通常は下着を着用したままでの計量となるが、制限体重以下に落とせなかった場合には全裸による計量も認められている。
計量時刻までに体重を落とせなかった場合には数時間の猶予が与えられ再計量となるが、再計量までにも体重を落とせなかった場合でも興行の成立を優先させる都合のため、選手間及びプロモーター間の協議により制裁（ファイトマネー没収など）を科した上で制限体重を変更してそのまま試合を行うことがほとんどで、試合が中止されることは、相手陣営の試合拒否や余程の悪質な超過、または重要性の低いアンダーカードなどでない限りほぼ無い。

### 世界タイトルマッチでの体重超過
世界タイトルマッチにおいては、王者が体重超過した場合は王座を剥奪され、挑戦者が勝利した場合のみ王座を獲得できる変則ルールが敷かれる。挑戦者が体重超過した場合には挑戦権を剥奪され、王者が勝利した場合のみ防衛が認められる変則ルールが敷かれるか、ノンタイトル戦として行われる。ただし、ケースバイケースで試合が中止される場合もある。なお、体重超過した挑戦者が勝利した場合、WBA・WBC・IBFでは試合に敗れた王者がそのまま王座保持となるが、WBOでは王座剥奪の扱いになる。

#### IBFの独自当日計量
IBFは独自ルールを施行しており、前日計量に加えて当日計量も実施、前日計量から10ポンド以上増量してはならないと定めている。10ポンド以上増量した場合には体重超過時と同様の措置が採られる。2017年8月から、ゲンナジー・ゴロフキン対ダニエル・ジェイコブス戦でジェイコブスがIBF王座獲得の権利を放棄して当日計量を拒否したことをきっかけに、IBFの当日計量を守って増量を10ポンド以下に抑えた選手が当日体重で不利になるのを避けるため、IBFのタイトルマッチでは実施されるが、他団体王座との統一戦に限り当日計量の実施を取りやめた。

### 日本においての体重超過
海外では一般的にグローブハンデが科せらていなかったが、日本では2014年に廃止されるまでは体重超過をした選手に重いボクシンググローブを装着させた上で試合を行うグローブハンデが罰則として科せられていた。海外では体重超過をしても、選手間及びプロモーター間の協議により制裁金が科せられる罰則のみ（ルイス・ネリのように王座管理団体より別にペナルティが課されることも極稀にある）だが、日本では試合後に6か月間のライセンス停止とファイトマネーの20％の制裁金の処分が下されることが大半である。
JBCでは2018年9月14日に体重超過に関するルールを発表。体重超過が契約体重の3％以上の場合はその時点で計量失格として試合を中止。3％未満の場合は再計量まで2時間の猶予が与えられ、再計量でも体重超過した場合は当日計量を実施し8％以上超過なら試合中止となる。国際タイトルマッチ以外については、試合が決行された場合でも制裁金、ライセンス停止などの処分を下すことが明文化された。しかし、2022年4月22日のWBO世界ミニマム級タイトルマッチにおいて挑戦者の石沢開が計量で2.5 kg体重超過し、ミニマム級の規定体重の5％以上の体重超過となり、JBCのルールでは3％以上の体重超過は即試合中止となるケースであったが、WBOのタイトルマッチではJBCのルールはローカルルールであるため適用されないとして、そのまま試合が行われた。
新人王戦などのトーナメント戦では試合中止とし、相手が計量を合格した場合、その選手の不戦勝として扱われる。
JBCでは、試合当日に非公式計量を実施し、前日計量時から8％以上のリバウンドを記録したJBC登録下のボクサーに対しては、階級の変更を勧告している。

#### 過去に体重超過のあった世界タイトルマッチ
|  | 体重超過をした選手 |

| 開催年月日     | 勝った選手                             | 負けた選手                     | 備考                                                                                                |
| -------------- | -------------------------------------- | ------------------------------ | --------------------------------------------------------------------------------------------------- |
| 2024年5月4日   | ブランドン・フィゲロア                 | ヘスス・マグダレノ             | |
| 2024年4月27日  | ガブリエラ・アラニス                   | マーレン・エスパーザ           | |
| 2024年4月20日  | ライアン・ガルシア                     | デヴィン・ヘイニー             | ヘイニーは体重超過のガルシアに敗れるが王座を保持 その後ガルシアのドーピング違反のため無効試合に変更 |
| 2023年6月24日  | 井岡一翔                               | ジョシュア・フランコ           | |
| 2023年5月27日  | リー・ウッド                           | マウリシオ・ララ               | |
| 2022年9月23日  | シャクール・スティーブンソン           | ロブソン・コンセイソン         | |
| 2022年4月22日  | 谷口将隆                               | 石澤開                         | |
| 2021年10月9日  | ジェイミー・ミッチェル                 | シャノン・コートネイ           | |
| 2021年7月17日  | ロランド・ロメロ                       | アンソニー・イギット           | |
| 2021年2月13日  | シャフカッツ・ラヒモフ                 | ジョセフ・ディアス             | ＊試合の結果は引き分け                                                                              |
| 2021年1月23日  | ロランド・ロメロ                       | ジャスティン・パウルド         | ロメロは対戦相手をエイブリー・スパロウに変更してノンタイトル戦として開催                            |
| 2020年12月27日 | デビッド・モレル                       | マイク・ガブロンスキー         | ノンタイトル戦に変更して開催                                                                        |
| 2020年12月18日 | 崔賢美                                 | カリスタ・シルガド             | |
| 2020年10月23日 | フリオ・セサール・マルティネス         | モイセス・カジェロス           | |
| 2020年8月15日  | デビッド・ベナビデス                   | ロアメル・アレクシス・アングロ | |
| 2019年11月23日 | ブランドン・フィゲロア                 | フリオ・セハ                   | ＊試合の結果は引き分け                                                                              |
| 2019年8月31日  | エリスランディ・ララ                   | ラモン・アルバレス             | |
| 2019年6月28日  | リチャード・カミー                     | レイムンド・ベルトラン         | |
| 2019年1月19日  | ウーゴ・ルイス                         | ジャック・テポラ               | ルイスは対戦相手をアルベルト・ゲバラに変更してノンタイトル戦として開催                              |
| 2018年8月11日  | ジョセフ・ディアス                     | ヘスス・マヌエル・ロハス       | ロハスは体重超過のディアスに敗れるがWBAルールにより王座を保持                                       |
| 2018年6月16日  | ダニエル・ローマン                     | モイセス・フローレス           | |
| 2018年5月26日  | カリッド・ヤファイ                     | デビッド・カルモナ             | |
| 2018年5月5日   | エマヌエル・ロドリゲス                 | ポール・バトラー               | |
| 2018年4月15日  | クリストファー・ロサレス               | 比嘉大吾                       | |
| 2018年3月10日  | オスカル・バルデス                     | スコット・クィッグ             | |
| 2018年3月1日   | ルイス・ネリ                           | 山中慎介                       | |
| 2018年1月20日  | ロバート・イースター・ジュニア         | ハビエル・フォルトゥナ         | |
| 2017年12月9日  | リー・セルビー                         | エドゥアルド・ラミレス         | |
| 2017年10月28日 | ケイティー・テイラー                   | アナイ・エステル・サンチェス   | |
| 2017年10月21日 | アルベルト・マチャド                   | ジェスレル・コラレス           | |
| 2017年8月26日  | ジャーボンテイ・デービス               | フランシスコ・フォンセカ       | |
| 2017年5月20日  | 比嘉大吾                               | フアン・エルナンデス           | |
| 2017年4月23日  | マーロン・タパレス                     | 大森将平                       | |
| 2017年4月22日  | アマンダ・セラノ                       | ダイアナ・サンタナ             | |
| 2017年4月8日   | リアム・スミス                         | リアム・ウィリアムス           | |
| 2016年12月10日 | テレンス・クロフォード                 | ジョン・モリーナ・ジュニア     | |
| 2016年12月10日 | カリッド・ヤファイ                     | ルイス・コンセプシオン         | |
| 2016年4月1日   | エイドリアン・ブローナー               | アシュリー・テオフェン         | |
| 2015年12月17日 | ルイス・コンセプシオン                 | エルナン・マルケス             | |
| 2015年6月13日  | ニコラス・ウォータース                 | ミゲル・マリアガ               | |
| 2015年5月1日   | レイムンド・ベルトラン                 | 粟生隆寛                       | ドーピング違反のため後に無効試合に変更                                                              |
| 2015年4月11日  | アンディ・リー                         | ピーター・クイリン             | ノンタイトル戦に変更して開催 ＊試合結果は引き分け                                                   |
| 2015年2月21日  | ヘッキー・ブドラー                     | ヘスス・シルベストレ           | |
| 2014年12月20日 | ブライアン・バスケス                   | セルヒオ・トンプソン           | |
| 2014年10月18日 | ゲンナジー・ゴロフキン                 | マルコ・アントニオ・ルビオ     | |
| 2014年5月3日   | ジョンリル・カシメロ                   | マウリシオ・フェンテス         | |
| 2014年3月1日   | オルランド・サリド                     | ワシル・ロマチェンコ           | |
| 2013年12月13日 | リボリオ・ソリス                       | 亀田大毅                       | 負けても王座保持問題を参照                                                                          |
| 2013年11月16日 | アンドレ・ウォード                     | エドウィン・ロドリゲス         | |
| 2013年6月15日  | ミゲル・アンヘル・ガルシア             | ファン・マヌエル・ロペス       | |
| 2013年6月8日   | ファン・カルロス・サンチェス・ジュニア | ロベルト・ソーサ               | 但し前日計量はパス                                                                                  |
| 2013年5月18日  | デボン・アレクサンダー                 | リー・パーディ                 | ノンタイトル戦に変更して開催                                                                        |
| 2013年4月19日  | ハビエル・フォルトゥナ                 | ミゲール・サムディオ           | |
| 2012年10月20日 | ポール・マリナッジ                     | パブロ・セサール・カノ         | |
| 2012年7月21日  | エイドリアン・ブローナー               | ビセンテ・エスコベド           | |
| 2012年4月14日  | ブランドン・リオス                     | リカルド・アブリル             | 暫定王座をアブリルに差し戻した                                                                      |
| 2012年3月24日  | ダニー・ガルシア                       | エリック・モラレス             | |
| 2011年12月3日  | ブランドン・リオス                     | ジョン・マレー                 | |
| 2011年10月1日  | ローマン・ゴンサレス                   | オマール・ソト                 | |
| 2011年8月14日  | ファン・パラシオス                     | アルマンド・トーレス           | |
| 2010年3月27日  | ホアン・グズマン                       | アリ・フネカ                   | |
| 2009年11月21日 | マービン・ソンソナ                     | アレハンドロ・エルナンデス     | ＊試合の結果は引き分け                                                                              |
| 2009年8月15日  | ノニト・ドネア                         | ラファエル・コンセプシオン     | |
| 2009年2月14日  | ネート・キャンベル                     | アリ・フネカ                   | |
| 2009年1月10日  | ゾルト・エルデイ                       | ユーリ・バラシアン             | |
| 2007年3月19日  | 坂田健史                               | ロレンソ・パーラ               | |
| 2006年10月9日  | ワンディー・シンワンチャー             | 嘉陽宗嗣                       | |
| 2006年10月7日  | ホエール・カサマヨール                 | ディエゴ・コラレス             | カサマヨールを暫定王座に認定                                                                        |
| 2006年9月16日  | ホアン・グズマン                       | ホルヘ・ロドリゴ・バリオス     | |
| 2006年5月6日   | ルイス・アルベルト・ペレス             | ディミトリー・キリロフ         | |
| 2006年2月25日  | ジョニー・ゴンサレス                   | マーク・ジョンソン             | ノンタイトル戦に変更して開催                                                                        |
| 2005年10月8日  | ホセ・ルイス・カスティージョ           | ディエゴ・コラレス             | ノンタイトル戦に変更して開催                                                                        |
| 2005年4月8日   | ホルヘ・ロドリゴ・バリオス             | マイク・アンチュド             | |
| 2004年10月2日  | ロセンド・アルバレス                   | ベビス・メンドサ               | |
| 2004年7月30日  | 新井田豊                               | ノエル・アランブレット         | |
| 2004年3月20日  | イヴァン・カルデロン                   | エドガル・カルデナス           | ノンタイトル戦に変更して開催                                                                        |
| 2002年8月18日  | スティーブ・フォーブス                 | デビット・サントス             | |
| 2000年9月9日   | フレディ・ノーウッド                   | デリック・ゲイナー             | |
| 2000年8月20日  | ジョマ・ガンボア                       | ノエル・アランブレット         | |
| 1999年9月17日  | メッグン・3Kバッテリー                 | マニー・パッキャオ             | |
| 1998年11月13日 | リカルド・ロペス                       | ロセンド・アルバレス           | |
| 1998年9月22日  | フレディ・ノーウッド                   | 松本好二                       | |
| 1998年8月29日  | マウリシオ・パストラナ                 | カルロス・ムリーリョ           | |
| 1996年3月16日  | ラタナポン・ソーウォラピン             | リー・サンドバル               | |
| 1993年9月11日  | トム・ジョンソン                       | シュガー・ベイビー・ロサス     | |
| 1974年10月18日 | 花形進                                 | チャチャイ・チオノイ           | |

| 開催年月日     | 選手A                  | 選手B                          | 備考 |
| -------------- | ---------------------- | ------------------------------ | --- |
| 2025年6月7日   | キーショーン・デービス | エドウィン・デ・ロス・サントス | |
| 2024年7月20日  | 田中恒成               | ジョナタン・ロドリゲス         | ロドリゲスが痙攣発症等の健康問題のため再計量を拒否 体重超過における日本の世界タイトルマッチ中止は史上初 |
| 2020年12月17日 | カルロス・カニサレス   | ヘスス・シルベストレ           | |
| 2015年11月21日 | リー・ハスキンス       | ランディ・カバジェロ           | |
| 2013年6月28日  | ビセンテ・モスケラ     | ホアン・グズマン               | |
| 2008年9月4日   | ネート・キャンベル     | ホアン・グズマン               | |
| 2006年6月3日   | ディエゴ・コラレス     | ホセ・ルイス・カスティージョ   | |

| 開催年月日    | 勝った選手             | 負けた選手             | 備考                         |
| ------------- | ---------------------- | ---------------------- | ---------------------------- |
| 2017年3月18日 | ゲンナジー・ゴロフキン | ダニエル・ジェイコブス | ジェイコブスが当日計量を拒否 |
| 2011年3月26日 | ユリオルキス・ガンボア | ホルヘ・ソリス         |                              |
| 2010年9月10日 | ユリオルキス・ガンボア | オルランド・サリド     |                              |

## 総合格闘技
総合格闘技では、ノンタイトル戦であれば制限体重の1ポンド（約0.454キロ）までの超過が認められている。体重超過となった選手には制裁金（ファイトマネー没収など）を科した上で制限体重を変更して試合を行う。
ONE Championshipでは、選手が減量中に死亡したことを受けて計量方法を改定。選手が過度な水抜きによる減量を行うことを規制するため、尿比重（尿中の水分と水分以外の物質の割合を算出した割合）の計測（公式ではハイドレーションテストと呼ばれる）も行われ1.0250が上限値と定められており、また総合格闘技における通常の制限体重より実質1階級上の体重が上限となっている。体重超過をしても制限体重を変更して試合を行うことは出来るが、尿比重値をパスできなければ試合を行うことが出来ない。
日本の団体においては、修斗では、試合当日の体重差が規定の範囲内であれば、体重超過をした選手に全ラウンド減点1の罰則を科した上で試合が行われる。DEEPでは、規定体重に対し超過体重が0.5キロ未満の場合は減点1、超過体重が0.5キロ以上の場合は減点2の罰則を科した上で試合が行われるが、計量に合格した選手が負けるか、引き分けた場合、記録はノーコンテストとなる。

## アマチュアボクシング

### 日本アマチュアボクシング
競技者は試合当日、8時から10時の間の指定された時刻に計量するのを原則とするが、組み合わせのため前もって計量することもある。最初の計量で階級が決まるが、2回目以降で超過した場合失格になる。個人トーナメントの場合は2回目以降の体重はその階級に満たなくてもよい。団体トーナメントでは2回目以降の体重が前回の階級に満たないときは、前回の階級かその日の階級で出場できる。選手が希望すれば、全裸で計量することができる。競技者が不可抗力で計量に遅れたときの処理は競技会責任者が決める。
招待競技の場合は、超過が500g以内なら試合は行うことができ、3kg以内なら対戦相手が認めれば試合ができるが、いずれの場合でも得点は0とされる。

## 立ち技格闘技
ムエタイ、キックボクシングなどの立ち技格闘技においては、基本的には国際式ボクシングとルールなどは同じであるが、団体によっては細かい規定が施される。
WBCムエタイの規定では、挑戦者が体重超過した場合も王者が了承すればタイトルマッチとして行われ王者が勝利すれば防衛となるが、挑戦者が勝利した場合は王座は空位となる。
K-1ルールでは最初の計量から2時間で規定以内に体重を落とせなかった場合、超過が1kg未満なら減点1、1kg以上2kg未満なら減点2、2kg以上なら失格とする。
シュートボクシングの計量は試合当日の10時、競技会開始が17時より前の場合は前日の19時に行われる。再計量は30分毎に3回まで認められ、超過した場合は失格にとどまらず契約金の70％を賠償金として支払わなければならない。

## 柔道
国際大会での計量は試合前日に行われる。試合当日にも無作為に選ばれた選手が計量を行う。この場合、自身の階級の体重上限より5%以内でなければならない(例えば、100kg級なら105kg以内)。団体戦の場合も前日計量となる。個人戦に出場しない選手の場合は自身の階級の体重超過を認めないが、個人戦に出場した選手の場合は2kg以内なら認められる。なお、全日本柔道連盟は2013年より国際大会の計量で失格になった選手は強化指定選手から除外することを明文化した。フランス柔道連盟の場合は2ヶ月ほどの国際大会への出場停止を科すだけで、代表チームからの除外は行わない。

## レスリング
レスリングの主要大会では原則試合前日に計量が行われ、シングレット(試合着)着用の状態で計量開始時刻から30分以内で制限体重以下に落とすことが義務付けられており、制限体重を超過した場合は失格になる。なお体重が落とせなかった場合でも全裸による計量は認められていない（以前は原則全裸だった）。ただし、レスリングワールドカップなど一部の大会では2kgまでの超過が認められる。

## ウエイトリフティング
ウエイトリフティングでは各セッション競技開始2時間前に全裸または下着姿で検量が開始され、1時間経っても制限体重以下に落とせなかった場合は失格になる。

## アームレスリング
日本アームレスリング連盟（JAWA）とオールジャパンアームレスリング連盟（AJAF）の競技規定では、検量で体重超過した場合失格となる。
JAF日本アームレスリング連盟（JAF）の競技規定では、検量で体重超過した場合、WAF国際競技規定に基づき1階級上までの変更は認められている。

## テコンドー
ITFの競技規定では超過した場合出場を取り消され、他の階級への再エントリーも認められていない。

## 空手道
JKJO全日本空手道選手権大会では重量級を除き前日計量と当日計量を実施、上：Tシャツ・下：空手着で服の重さ500gまでを許容範囲として計量を行い、その範囲を超えた場合は失格。

## プロレス
メキシコのプロレス、すなわちルチャリブレは体重別階級が細かいため体重の数値に対して厳格であり、過去に鶴見五郎のように事後計量で超過して王座剥奪に至ったケースもある。